# Dirinon
Dirinon ou, na sua forma portuguesa, Dirinão é uma comuna francesa na região administrativa da Bretanha, no departamento Finisterra. Estende-se por uma área de 33,18 km². Em 2010 a comuna tinha 2 295 habitantes (densidade: 69,2 hab./km²).